# آستون مارتین وی۸ ونتیج (۱۹۷۷)

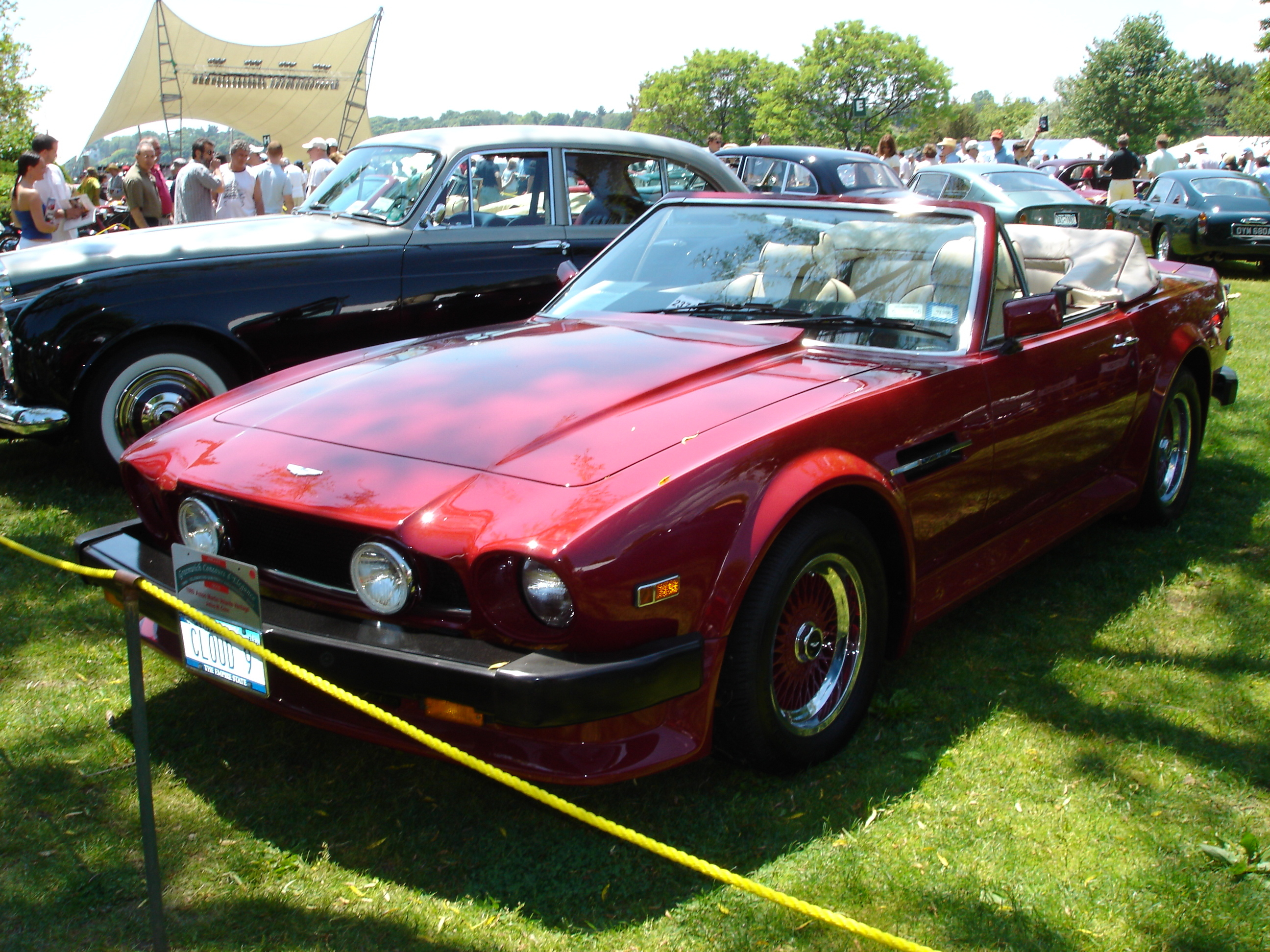

آستون مارتین V۸ ونتیج (۱۹۷۷) (Aston Martin V۸ Vantage (۱۹۷۷)) خودرویی است که در سال‌های ۱۹۷۷–۱۹۸۹> ۵۳۴ built
۳۴۲ Saloon
۱۹۲ Volanteتولید شده‌است.
این خودرو در کلاس خودرو GT قرار گرفته، طراحی آن خودروهای موتور جلو-محور عقب بوده است.